# Alfred Naujocks
Alfred Naujocks, álnevein Hans Müller, Alfred Bonsen, Rudolf Möbert (Kiel, 1911. szeptember 11. – Hamburg, 1966. április 4.) az egyik német nemzetiszocialista titkosszolgálat, az SD ügynöke. Ő vezette azt az akciót, amely Hitler számára ürügyet szolgáltatott a Lengyelország elleni hadjárat megindításához.

## Élete

### Ifjúsága
Kielben született, ahol 14 éves koráig élt. A Reáliskola nyolcadik éve után abbahagyta a tanulást és a finommechanika területén képezte tovább magát. Tehetséges volt, így később autodidakta módon továbbfejlesztette mesterségének fogásait. A nagy gazdasági világválság idején kezdett rokonszenvezni a náci párttal. 1931. augusztus 1-jén lépett be Hitler pártjába. 1933-ban az SS soraiba lépett. Már 1934-ben a Reinhard Heydrich vezette Biztonsági Szolgálat (SD) egyik referense volt. Feladatai közé tartozott az útlevélhamisítás, pénzhamisítás és a külföldön szolgáló SD-ügynökökkel való kapcsolattartás.

### Akciói

#### Gyilkosság a Záhoří-szállóban
1934 januárjában a náci pártból kiszorult jobboldaliakat tömörítő Fekete Front egy rádióadót kezdett működtetni Csehszlovákia északnyugati részén. A rádió műsorai Hitlert rágalmazták és különböző magas beosztású nácik törvényellenes tevékenységét tárták a nyilvánosság elé. Heydrich Naujockst küldte a titkos adóállomás felderítésére. Naujocks egy mit sem sejtő útitársnővel Hans Müller néven Csehszlovákiába utazott. Egy sítúra során a Záhoří-szálló kéményén felfedezte a rádióadó antennáját és azonosította az adót üzemeltető Rudolf Formis német emigráns mérnököt, aki a hosszú kések éjszakáján menekült el Németországból. Naujocks egyetlen éjszakára visszatért Berlinbe, ahol az SD-től fegyvereket, autót és egy segítőtársat kapott. Naujocks terve az volt, hogy elrabolja Formist és Németországba csempészve őt információkat szerez a Fekete Front többi tagjáról. Segítőtársával visszatért a Záhoří-szállóba és január 23-án együtt mulatozott Formisszal. A szálló éttermének zárása után Naujocks megkísérelt észrevétlenül Formis szobájába lopózni, ám a mérnök számított a támadásra. A benyitó ügynököt két lövéssel a vállán és a combján is megsebesítette, ám Naujocks sebesülten is lefegyverezte Formist, akit pár másodperc múlva dühében agyon is lőtt. A szálloda személyzetét egy kamrába zárták, a rádióadót felgyújtották, majd egy autón Berlin irányába menekültek. A sebesülten vezető Naujocks sikeresen nyert egérutat a csehszlovák hatóságok elől. Berlinbe érkezvén Heydrich a sikeres akció miatt Obersturmführerré léptette elő Naujocksot.

#### A világháború kirobbantása
Heydrich 1939. augusztus 10-én utasította Naujocksot az akció végrehajtására. Naujocks feladata az volt, hogy szervezzen támadást a lengyel határhoz közel fekvő Gleiwitz német város rádióadója ellen, és tüntesse fel azt lengyel akciónak. Naujocks augusztus 30-án a Gleiwitz-cel szomszédos faluban elfogta a lengyel nacionalizmusáról ismert Franciszek Honiokot. 1939. augusztus 31-én 20 órakor Naujocks 5 civil ruhát viselő SS-katonával együtt megtámadta a gleiwitzi rádióadót. A rádió személyzetét a pincébe zárták, majd lengyel és német nyelvű kiáltványt olvastak be a rádióban, amelyben a német kormány elleni felkelésre szólították a lengyel kisebbséget. Ezek után kivégezték és a helyszínen hagyták az előző nap letartóztatott Honiokot, hogy az akció lengyel eredetére bizonyítékot szolgáltassanak. Ezután Naujocks és emberei elmenekültek a helyszínről. Az akció sikeres volt, másnap a német haderő a „lengyel fegyveres provokációra” való hivatkozással megkezdte a Lengyelország elleni hadműveleteket.

#### A venlói emberrablás
1939 őszén az SD tudomására jutott, hogy a brit titkosszolgálat a szomszédos Hollandia határvidékén tartózkodó ügynökei kapcsolatot keresnek a Wehrmachton belül működő katonai ellenállás tagjaihoz. Heydrich emberei kapcsolatba léptek a S. Payne Best és R. Henry Steevenssel, a brit titkosszolgálat Hollandiában működő csoportjának két emberével. Naujocks Hollandiába ment, és 1939. október 30-án Martin ezredes néven az ellenzék szóvivőjeként tárgyalt a britekkel. A határ mellett fekvő Venlo kisvárosba hívta az angolokat, és ígéretet tett nekik, hogy november 9-ére találkozót szervez a német vezérkar egy ellenzéki tagja és az angol ügynökök között.
1939. november 8-án egy müncheni sörpincében merényletet kíséreltek meg Hitler ellen. Adolf Hitler azonban idejekorán távozott a pincéből, így a felrobbanó pokolgép nem tett benne kárt. A náci propaganda szerint a merényletet a brit titkosszolgálat követte el.
Naujocks november 9-én délután egy csoport SD-ügynökkel kelt át a német-holland határon. Fogságba ejtette a venloi kávéházban várakozó brit tiszteket, ügynökei pedig halálosan megsebesítették az angolokkal lévő Daniel Coopers holland hadnagyot. A két britet és a holland katona holttestét Németországba vitték, és a Führer elleni merénylet elkövetésével vádolták meg őket. Perre nem került sor, a két brit tiszt egy német fogolytáborban érte meg a háború végét. Az akció következtében a brit titkosszolgálat működése Nyugat-Európa nagy részén megbénult.

#### Kísérlet a brit pénzügyi rendszer szétzilálására
1939 őszén a britek repülőgépekről ledobott hamisított élelmiszerjegyek tömegével próbálták meg megbénítani az amúgy is megterhelt német közellátást. Naujocksnak támadt az az ötlete, hogy egy ennél sokkal súlyosabb hatást kiváltó ellencsapást mérjenek az angolokra. Javaslata szerint a brit font jó minőségű és hatalmas mennyiségben előállított hamisítványát kell szétszórni a brit szigetek fölött, ezzel kiváltani az ország pénzügyi összeomlását. Naujocks hamisítói munkájának köszönhetően tisztában volt a pénzhamisítás nehézségeivel. Első lépésben alaposan megvizsgálta a brit font papírját, és Törökországból importált rongyból sikerült is az eredetihez igen hasonló pénzpapírt előállítania. Naujocks pénznyomtatásban járatos szakembereket gyűjtött az SD-be, és hónapokon át tartó munkával elkészítette a bankjegyek nyomtatására szolgáló kliséket, de ügyelt a bankók sorozatszámának ellenőrzésére is. Svájci kapcsolat közbeiktatásával kikérte a Bank of England szakértőinek a véleményét, akik vizsgálódásuk végén Naujocks hamisítványait valódinak fogadták el. 

Nem valósulhatott meg azonban Naujocks igazi szándéka, a brit bankrendszer szétverése. A hamisításból származó fontokkal mindössze a brit ügynökhálózat működését és több külföldi akciót finanszíroztak. A Harmadik Birodalom összeomlásának napjaiban a felhalmozott hamis fontkészlet nagy részét valószínűleg az ausztriai Toplitzseebe szórták.

### A világháború idején
1941-ben Naujocks összekülönbözött Heydrichhel, ezért távoznia kellett a titkosszolgálattól. A Waffen SS-be került és a keleti front harcaiban vett részt. 1942-ben gyomorbántalmai miatt innen is leszerelték. Belgiumba ment, ahol az országot kizsákmányoló gazdasági adminisztrációban dolgozott, és nagy valószínűséggel közreműködött elfogott belga ellenállók meggyilkolásában is. 1943 decemberében csatlakozott az Otto Schwerdt által vezetett Péter-csoport nevű alakulathoz, amely a megszállt Dániában hajtotta végre az ellenállást gyengítő terror- és szabotázsakcióit. Naujocks valószínűleg részese volt Kaj Munk lelkipásztor meggyilkolásának is.
1944. október 19-én az ardenneki harcokban Albert Herbert néven tüzérként vett részt. Az amerikaiak kezére került, akik előtt felfedte valódi kilétét. Az amerikaiak kihallgatták, majd lehetséges háborús bűnösként táborba zárták.

### A világháború után
Naujocksot tanúként hallgatták ki a nürnbergi perben, ahol elismerte a gleiwitzi rádióadó elleni akció végrehajtását. Személyes perének kezdete előtt megszökött a fogságból. A háború utáni zűrzavarban Hamburgba ment, és új személyazonossággal eltűnt a hatóságok szeme elől. A Hanza-városban letelepedve kereskedőként élt. Hamburgi tartózkodása alatt valószínűleg közreműködött a nácik Dél-Amerikába menekítését segítő állítólagos ODESSA-hálózat tevékenységében. 1961-ben azonban felismerték, és újból vádat emeltek ellene. A vizsgálat 5 évig tartott, 1966-ban állították bíróság elé. A per során, 1966. április 4-én váratlanul és tisztázatlan körülmények között halt meg.